# Dibamus
Dibamus – rodzaj jaszczurek z rodziny Dibamidae.

## Zasięg występowania
Rodzaj obejmuje gatunki występujące w Indiach (Andamany i Nikobary), Chinach, Tajlandii, Kambodży, Wietnamie, Malezji, Indonezji i Filipinach. 

## Systematyka

### Etymologia
Dibamus: gr. διβαμος dibamos „na dwóch nogach, dwunożny”.

### Podział systematyczny
Do rodzaju należą następujące gatunki: 

- Dibamus alfredi Taylor, 1962
- Dibamus bogadeki Darevsky, 1992
- Dibamus booliati Das(inne języki) & Yaakob, 2003
- Dibamus bourreti Angel(inne języki), 1935
- Dibamus celebensis Schlegel, 1858
- Dibamus dalaiensis Neang, Holden, Eastoe, Seng, Ith & L. Grismer(inne języki), 2011
- Dibamus deharvengi Ineich, 1999
- Dibamus deimontis Kliukin, Bragin, Van Nguyen, LE, Tran, Gorin & Poyarkov, 2024
- Dibamus dezwaani Das & Lim, 2005
- Dibamus floweri Quah, Anuar, L. Grismer & Grassby-Lewis, 2017
- Dibamus greeri Darevsky, 1992
- Dibamus ingeri Das & Lim, 2003
- Dibamus kondaoensis Honda, Ota, Hikida & Darevsky, 2001
- Dibamus leucurus (Bleeker, 1860)
- Dibamus manadotuaensis Koppetsch, Böhme(inne języki) & Koch, 2019[5]
- Dibamus montanus M.A. Smith, 1921
- Dibamus nicobaricum (Steindachner, 1867)
- Dibamus novaeguineae A.M.C. Duméril & Bibron, 1839
- Dibamus oetamai Prasetyo, Yudha, Amarasinghe, Ineich, Gillespie & Riyanto, 2025
- Dibamus seramensis Greer(inne języki), 1985
- Dibamus smithi Greer, 1985
- Dibamus somsaki Honda, Nabhitabhata, Ota & Hikida, 1997
- Dibamus taylori Greer, 1985
- Dibamus tebal Das & Lim, 2009
- Dibamus tiomanensis Díaz, Leong, Grismer & Yaakob, 2004
- Dibamus tropcentr Kliukin, Van Nguyen, Le, Bragin, Tran, Gorin & Poyarkov, 2023
- Dibamus vorisi Das & Lim, 2003